# Kåtatjärnen (Malå socken, Lappland)
Kåtatjärnen är en sjö i Malå kommun i Lappland och ingår i Umeälvens huvudavrinningsområde.